# ゲット・ハッピー
ゲット・ハッピー (Get Happy!!)は、1980年発表のエルヴィス・コステロ&ジ・アトラクションズのアルバム。全英1位を記録した。

## 解説
エルヴィス・コステロにとって4枚目のアルバム。プロデューサーはニック・ロウ。多くの曲はオランダのスタジオで、数曲はロンドンのエデンスタジオで録音された。
1979年のアメリカツアーの際にコロンバスのバーでのコステロによるレイ・チャールズへの「人種差別的発言」を発端とするスキャンダルな事件をきっかけに本作が製作されたと言われている。コステロ本人は、「人種差別的発言」は酔った上で論争相手(スティーヴン・スティルスとボニー・ブラムレット)を怒らせるために出た発言であり本心とは全く逆のことを言ってしまった、と述べている。本作ではモータウンやスタックスなどのR&Bスタイルのアレンジが前面に出ており、一般的にはこれらのアレンジがこの事件への返答だと解釈されている。なお、この事件についてレイ・チャールズ自身は、単に酔った上での失敗であり大騒ぎする程のことではない、とコメントしコステロを擁護した。
このアルバムからは「ニュー・アムステルダム - New Amsterdam」、「ハイ・フィデリティ - High Fidelity」、「フォーリング・ダウン - I Can't Stand Up for Falling Down」がシングルカットされ、「フォーリング・ダウン - I Can't Stand Up for Falling Down」はイギリスのシングルチャートで4位になった。
「フォーリング・ダウン - I Can't Stand Up for Falling Down」はサム&デイヴの曲で、もともとはスローなバラードだったが、アップテンポなアレンジに変更して収録された。「アイ・スタンド・アキューズド - I Stand Accused」もカバーで、イギリスで60年代に活躍したザ・マージービーツのバージョンを参考にした。

## 収録曲
1. ラヴ・フォー・テンダー - Love for Tender
2. オポチュニティ - Opportunity
3. ジ・インポウスター - The Imposter
4. セカンダリー・モダーン - Secondary Modern
5. キング・ホース - King Horse
6. ポゼション - Possession
7. マン・コールド・アンクル - Men Called Uncle
8. ピエロの役はもう終り - Clowntime Is Over
9. ニュー・アムステルダム - New Amsterdam
10. ハイ・フィデリティ - High Fidelity
11. フォーリング・ダウン - I Can't Stand Up for Falling Down
12. ブラック・アンド・ホワイト・ワールド - Black & White World
13. 五つの歯車 - 5ive Gears in Reverse
14. B級作品 - B Movie
15. モーテルのマッチ - Motel Matches
16. ヒューマン・タッチ - Human Touch
17. 必殺のワン・パンチ - Beaten to the Punch
18. テンプテイション - Temptation
19. アイ・スタンド・アキューズド - I Stand Accused
20. 騒乱取締り条令 - Riot Act

### ボーナス・トラック (1994 Rykodisc)
1. ガールズ・トーク - Girls Talk
2. クラウンタイム・イズ・オーヴァー - Clowntime Is Over (Version 2)
3. ゲッティング・マイティ・クラウデッド - Getting Mighty Crowded
4. ソー・ヤング - So Young
5. ジャスト・ア・メモリー - Just a Memory
6. フーヴァー・ファクトリー - Hoover Factory
7. ゴースト・トレイン - Ghost Train
8. ドクター・ルーサーズ・アシスタント  - Dr. Luther's Assistant
9. ブラック&ホワイト・ワールド - Black & White World (Demo)
10. ライオット・アクト - Riot Act (Demo)
11. ラヴ・フォー・テンダー - Love for Tender (Demo)

### ボーナス・トラック (2002 Rhino)
1. アイ・スタンド・アキューズド(オルタネイト・ヴァージョン) - I Stand Accused (Alternate version)
2. ソー・ヤング - So Young
3. ガールズ・トーク - Girls Talk
4. ヒューマン・タッチ(オルタネイト・ヴァージョン) - Human Touch (Alternate version)
5. テンプテーション(オルタネイト・ヴァージョン) - Temptation
6. モーテル・マッチズ(オルタネイト・テイク) - Motel Matches (Alternate version)
7. クラウンタイム・イズ・オーヴァー  - Clowntime Is Over
8. ビー・ムーヴィー(オルタネイト・ヴァージョン) - B Movie (Alternate version)
9. ガールズ・トーク(オルタネイト・ヴァージョン) - Girls Talk (Alternate version)
10. ゲッティング・マイティ・クラウデッド - Getting Mighty Crowded
11. フロム・ア・ウィスパー・トゥ・ア・スクリーム(オルタネイト・ヴァージョン) - From a Whisper to a Scream (Alternate version)
12. ウォッチ・ユア・ステップ(オルタネイト・ヴァージョン) - Watch Your Step (Alternate version)
13. ドクター・ルーサーズ・アシスタント - Dr Luther's Assistant
14. ゴースト・トレイン - Ghost Train
15. ニュー・レース・スリーヴス(オルタネイト・ヴァージョン) - New Lace Sleeves(Alternate version)
16. フーヴァー・ファクトリー - Hoover Factory
17. ジャスト・ア・メモリー - Just a Memory
18. アイ・キャント・スタンド・アップ・フォー・フォーリング・ダウン(オルタネイト・ヴァージョン) - I Can't Stand Up for Falling Down (Alternate version)
19. ニュー・アムステルダム(オルタネイト・ヴァージョン) - New Amsterdam (Alternate version)
20. ブラック&ホワイト・ワールド(デモ) - Black & White World (Demo version)
21. ライオット・アクト(デモ) - Riot Act (Demo version) – 2:50
22. ファイヴ・ギアズ・イン・リヴァース(デモ) - 5ive Gears in Reverse (Demo version)
23. ラヴ・フォー・テンダー(デモ) - Love for Tender (Demo version)
24. メン・コールド・アンクル(デモ) - Men Called Uncle (Demo version)
25. キング・ホース(デモ) - King Horse (Demo version)
26. セヴン・オクロック(デモ) - Seven O'Clock (Demo version)
27. ハイ・フィデリティ(ライヴ) - High Fidelity (Live)
28. オポチュニティー(ライヴ) - Opportunity (Live)
29. ジ・インポスター(ライヴ) - The Imposter (Live)
30. ドント・ルック・バック(ライヴ) - Don't Look Back (Live)

## プレイヤー
- Elvis Costello – vocals, guitar, organ on "Possession", all instruments on "New Amsterdam"
- Steve Nieve – piano, organ
- Bruce Thomas – bass; harmonica on "I Stand Accused"
- Pete Thomas – drums